# 第二の性

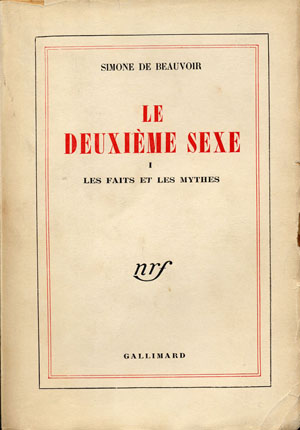

『第二の性』（だいにのせい、仏語: Le Deuxième Sexe）は、1949年6月に刊行された、フランスの実存主義者シモーヌ・ド・ボーヴォワールの著作(ISBN：0-679-72451-6 、OCLC：20905133)。
女性への待遇について歴史を通して考察した作品であり、フェミニズムの代表的作品とされることも多い。

## 女性ともう一方の性
ボーヴォワールは本著中で、女性とは、歴史的に「もう一方の」性、つまり「通常の」男性から逸脱した性として定義されてきたと主張している。
ボーヴォワールは、自身について書いた後に『第二の性』に取り組んだ。彼女が最初に書いたのは、自身が女性であることだったが、女性について定義する必要を感じて本著を執筆した。

## ジェンダーとセックス
ボーヴォワールの「人は女に生まれるのではない、女になるのだ」という理論は、「セックス」と「ジェンダー」の相違を示しているとジュディス・バトラーは指摘している。バトラーによれば、「ジェンダー」とは「徐々に獲得していった」アイデンティティの一面だと示唆している。また、本著はジェンダーに対する根本的な理解を潜在的にもたらしたのだという。

## 翻訳の問題
トリル・モイの指摘によれば、現在の『第二の性』の英訳には誤りがあるという。
哲学の概念についての微妙な語彙がしばしば誤訳され、本文も大幅に削られている。
英語の出版権を持つのはAlfred A. Knopf, Incである。
モイによれば、出版者は英語の文章に問題があることに気づいていたが、彼らは長く、新しく翻訳する必要はないと主張していたという。
著者ボーヴォワール自身も1985年のインタビューで、新しい翻訳を次のようにはっきりと希望している。「私は『第二の性』の新しい翻訳、つまりもっとずっと正確で、妥協のない正確な翻訳を切望している。
出版社はその後、これらの要望を受け入れて新しい翻訳を依頼。2009年にコンスタンス・ボーデとシーラ・マロヴァニー＝シュヴァリエによる新英訳がなされる。

## 訴訟
1950年、訴訟の対象となった。ボーヴォワールは同著中で、ベル・エポック期の代表的な美女で知られ、当時大変に著名なバレエダンサー・クルチザンヌで数々のゴシップの対象となっていたクレオ・ド・メロードを取り上げた上で「貴族を騙った高級娼婦」と記述した。クレオは貴族の末裔である、と称していたことに異議を唱えた内容である。それに対してクレオは、名誉毀損として裁判を起こした。
裁判はクレオの勝訴という結果に終わり、ボーヴォワールには賠償が命じられた。ただし、この賠償金は「フラン・サンボリック」といって額面のみで実際には支払わなくてもよい性質のものであった。
実際のクレオについて、本当に貴族の出であったのかは謎のままである。

## 邦訳
- 生島遼一訳『ボーヴォワール著作集：第6巻　第二の性＊』、『ボーヴォワール著作集：第7巻　第二の性＊＊』、京都：人文書院、1966年。

- 『第二の性』を原文で読み直す会訳『第二の性　決定版』全3巻、新潮文庫、2001年
- 『第二の性』を原文で読み直す会訳『第二の性　決定版』全3巻、河出文庫、2023年（新潮文庫〔2001年〕版の復刊）

## 参照
- フェミニズム
- ジャーメイン・グリア『去勢された女』
- エリカ・ジョング